# Bédoin
Bédoin är en kommun i departementet Vaucluse i regionen Provence-Alpes-Côte d'Azur i sydöstra Frankrike. Kommunen ligger i kantonen Mormoiron som tillhör arrondissementet Carpentras. År 2022 hade Bédoin 3 077 invånare.
Staden ligger vid foten av Mont Ventoux och är startpunkt för en av vägarna till toppen av berget. I Bédoin ligger en stor kyrka i spansk stil, som byggdes av jesuiter 1702.

## Befolkningsutveckling
Antalet invånare i kommunen Bédoin
| Referens: INSEE |